# Caras auriu
Carasul auriu sau carasul roșu, carasul chinezesc, peștișorul de aur (Carassius auratus) este un pește dulcicol din familia ciprinide, originar din China, cultivat și în parte introdus în apele naturale din Europa, America de Nord, Australia etc. În România și Republica Moldova este crescut ca pește ornamental de amatori în bazine și acvarii; cultivat în bazine, în parcuri, grădini botanice etc.; se întâlnește ocazional, scăpat din cultură și în ape naturale.
În Europa se cultivă o formă de cultură, caracterizată prin culoarea roșie-aurie; există și variante albe-rozacee și brune-închis. Se aseamănă mult cu carasul argintiu, principala deosebire constând în coloritul corpului care poate să fie roșu-auriu, alb-rozaceu sau brun închis. Carasul argintiu (Carassius gibelio) are un colorit galben-argintiu și trăiește în   ape naturale, iazuri și  heleșteie. Prin selecție (metisare) s-au obținut o serie de varietăți ale acestei frumoase specii. Astfel sunt varietățile: cu fondul roșu și pete rozacee, "coadă de cometă" (cu coada adânc scobită), "voal de mireasă" (cu înotătoarele foarte lungi, în formă de văl simplu, dublu sau chiar triplu),  "cu ochi telescopici", cu caudale trifurcate.
Corpul acestui pește poate fi turtit, lunguieț sau globulos. Ajunge la dimensiuni de până la 20 cm. Poate trăi până la 20-30 de ani. Este un pește omnivor care consumă zooplancton, vegetație (mai ales alge). În acvariu consumă pe lângă hrana artificială, musculițe și pâine (în special fidea). Se cresc într-un acvariu mare la temperatura camerei, dar pot rezista chiar atunci când apa prinde deasupra o pojghiță de gheață; temperatura optimă a apei din acvariu este de 20°C. În acvariu poate fi asociat cu alți pești ca peștele paradis (Macropodus opercularis), barbul roșu (Puntius conchonius), peștele jandarm (Danio malabaricus).
În clasificările mai vechi carasul auriu (Carassius auratus) era inclus ca o subspecie, Carassius auratus auratus în specia Carassius auratus, care includea și subspecia Carassius auratus gibelio, în prezent ridicată în rang de specie Carassius gibelio (carasul argintiu).